# Richtlinie 2006/42/EG (Maschinenrichtlinie)
Die Richtlinie 2006/42/EG des europäischen Parlaments und des Rates vom 17. Mai 2006 über Maschinen und zur Änderung der Richtlinie 95/16/EG (Neufassung) regelt ein einheitliches Schutzniveau zur Unfallverhütung für Maschinen und unvollständige Maschinen beim Inverkehrbringen innerhalb des EWR. Darüber hinaus hat die Schweiz die Regelungen der Maschinenrichtlinie größtenteils in nationales Recht übernommen. Auch die Türkei hat entsprechende Regelungen erlassen.
Nach Evaluierung der Richtlinie 2006/42/EG (Maschinenrichtlinie) hat die Europäische Kommission festgestellt, dass sich Mängel und Unstimmigkeiten bei den Produkten, die in den Anwendungsbereich fallen, und bei den Konformitätsbewertungsverfahren zeigten (Punkt (3) Präambel der neuen Verordnung). Daher wurde ein Wechsel von einer EU-Richtlinie auf eine EU-Verordnung durchgeführt.
Die Richtlinie wird durch die Verordnung (EU) 2023/1230 ersetzt und selbst mit Wirkung vom 20. Januar 2027 aufgehoben (Art. 51 Abs. 2 der Verordnung in der berichtigten konsolidierten Fassung).

## Ziele und Umsetzung
Durch die Richtlinie sollen nichttarifäre Handelshemmnisse in der Union abgebaut werden. Das europäisch harmonisierte Recht verdrängt die einzelstaatlichen nationalen Bestimmungen zum Inverkehrbringen von Maschinen. Zusätzlich werden Mindeststandards an grundlegenden Sicherheits- und Gesundheitsschutzanforderungen in Anhang I definiert, welche durch harmonisierte Normen präzisiert werden. Sie beinhaltet auch die Einhaltung der Schutzziele der Niederspannungsrichtlinie.
Eine EU-Richtlinie entfaltet keine unmittelbare Wirkung, sondern muss in nationales Recht umgesetzt werden. In Deutschland ist dies durch das Produktsicherheitsgesetz (ProdSG) und die darauf gestützte Maschinenverordnung (9. ProdSV) erfolgt, jedoch wird in der Maschinenverordnung Bezug auf Anhang I der Maschinenrichtlinie genommen, insoweit besteht eine unmittelbare Wirkung der grundlegenden Sicherheits- und Gesundheitsanforderungen der europäischen Maschinenrichtlinie. In Österreich ist sie durch die Maschinensicherheitsverordnung umgesetzt.

## Fassung 2006
Die Maschinenrichtlinie 2006/42/EG wurde am 9. Juni 2006 im Amtsblatt der Europäischen Union (L 157) veröffentlicht und ersetzt die Richtlinie 98/37/EG.
Im Wesentlichen wurden nachstehende Änderungen vorgenommen:
- klarere Abgrenzung des Anwendungsbereichs zur Richtlinie 2014/35/EU (Niederspannungsrichtlinie) und zur Richtlinie 95/16/EG über Aufzüge
- unvollständige Maschinen sind im Anwendungsbereich aufgenommen. Aus den zugehörigen Unterlagen muss hervorgehen, welche Anforderungen der Richtlinie erfüllt wurden. Zum Lieferumfang gehören eine Einbauerklärung und eine Montageanleitung, welche in einer Amtssprache der EU abzufassen ist, die vom Hersteller der vollständigen Maschine, in die die unvollständige Maschine eingebaut wird, akzeptiert wird. (Im Gegensatz dazu müssen Betriebsanleitungen immer in der Sprache des Verwenderlandes abgefasst sein).
- die grundlegenden Sicherheits- und Gesundheitsschutzanforderungen wurden an den technischen Fortschritt angepasst
- Wahlmöglichkeiten bei Konformitätsbewertungsverfahren für als besonders gefährlich eingeschätzten Maschinen (Siehe Anhang IV der Richtlinie)
- Sicherheitsbauteile erhalten CE-Kennzeichnung

Im Anhang I der Richtlinie wird im Unterpunkt „Ergonomie“ (Nr. 1.1.6) der Hersteller gefordert, ergonomische Prinzipien beim Design von Maschinen zu berücksichtigen, um physische und psychische Belastungen der Bedienenden weitestgehend zu reduzieren. Durch die Konformitätserklärung nach Maschinenrichtlinie wird dies durch den Maschinenhersteller bestätigt. Als Hilfe für Maschinenkonstrukteure hat das Institut für Arbeitsschutz der Deutschen Gesetzlichen Unfallversicherung (IFA) zusammen mit dem Fachbereich Holz und Metall die Checkliste Ergonomische Maschinengestaltung entwickelt (DGUV Informationen 209-068).